# 이승재 (아나운서)
이승재(1993년 8월 21일 ~ )은 대한민국의 현직 아나운서 겸 라디오 PD이다.

## 경력
- 2021년 ~ 현재 UBC 아나운서
- 2019년 ~ 2021년 KCTV제주방송 아나운서

## 진행, 연출 프로그램
- ubc green fm 그린캠페인 나레이션
- ubc 모닝와이드
- ubc 뉴스투데이
- 네트워크 현장! 고향이 보인다
- 일요 음악특급 PD & DJ
- 11시를 부탁해 PD
- 생방송 0!52 MC